# Ronde van Spanje 2021/Zevende etappe
De zevende etappe van de Ronde van Spanje 2021 werd verreden op 20 augustus van Gandia naar Balcón de Alicante. Het betrof een bergetappe over 152 kilometer.

## Verloop
De Australiër Michael Storer (Team DSM) won de etappe. Hij was de sterkste van de vluchters. Primož Roglič behield zijn rode leiderstrui. De 41-jarige Alejandro Valverde gaf op na een val tijdens een afdaling, waarbij hij een sleutelbeenbreuk opliep.

## Uitslag
| Gandia – Balcón de Alicante (152 km) |                     |                    |          |
| Plaats                               | Naam                | Ploeg              | Tijd     |
| Winnaar                              | Michael Storer      | Team DSM           | 4u10'13" |
| 2                                    | Carlos Verona       | Movistar Team      | + 21"    |
| 3                                    | Pavel Sivakov       | INEOS Grenadiers   | + 59"    |
| 4                                    | Sepp Kuss           | Jumbo-Visma        | + 1'16"  |
| 5                                    | Jack Haig           | Bahrain Victorious | +1'24"   |
| 6                                    | Romain Bardet       | Team DSM           | + 1'32"  |
| 7                                    | Felix Großschartner | Bora-hansgrohe     | + 1'32"  |
| 8                                    | Andreas Kron        | Lotto Soudal       | + 1'37"  |
| 9                                    | Steff Cras          | Lotto Soudal       | + 2'17"  |
| 10                                   | Adam Yates          | UAE Team Emirates  | + 2'29"  |
|                                      |                     |                    |          |
| 12                                   | Martijn Tusveld     | Team DSM           | + 2'53"  |

| Algemeen klassement |                     |                     |           |
| Plaats              | Naam                | Ploeg               | Tijd      |
| Rode trui           | Primož Roglič       | Team Jumbo-Visma    | 25u18'35" |
| 2                   | Felix Großschartner | BORA-hansgrohe      | + 8"      |
| 3                   | Enric Mas           | Movistar Team       | + 25"     |
| 4                   | Miguel Ángel López  | Movistar Team       | + 36"     |
| 5                   | Jan Polanc          | UAE Team Emirates   | +38"      |
| 6                   | Egan Bernal         | INEOS Grenadiers    | + 53"     |
| 7                   | Jack Haig           | Bahrain Victorious  | + 58"     |
| 8                   | Sepp Kuss           | Jumbo-Visma         | + 59"     |
| 9                   | Aleksandr Vlasov    | Astana-Premier Tech | + 1'06"   |
| 10                  | Adam Yates          | INEOS Grenadiers    | + 1'22"   |
|                     |                     |                     |           |
| 28                  | Steven Kruijswijk   | Team Jumbo-Visma    | + 9'40"   |
| 32                  | Steff Cras          | Lotto Soudal        | + 14'23"  |

## Nevenklassementen
| Puntenklassement |                     |                       |        |
| Plaats           | Naam                | Ploeg                 | Punten |
| Groene trui      | Jasper Philipsen    | Alpecin-Fenix         | 131    |
| 2                | Fabio Jakobsen      | Deceuninck-Quick-Step | 130    |
| 3                | Magnus Cort Nielsen | EF Education-Nippo    | 67     |
| 4                | Michael Matthews    | Team BikeExchange     | 58     |
| 5                | Primož Roglič       | Team Jumbo-Visma      | 54     |

| Bergklassement        |                |                                    |        |
| Plaats                | Naam           | Ploeg                              | Punten |
| Bolletjestrui (blauw) | Pavel Sivakov  | INEOS Grenadiers                   | 16     |
| 2                     | Michael Storer | Team DSM                           | 12     |
| 3                     | Jack Haig      | Bahrain-Victorious                 | 11     |
| 4                     | Romain Bardet  | Team DSM                           | 11     |
| 5                     | Rein Taaramae  | Intermarché-Wanty-Gobert Matériaux | 10     |
|                       |                |                                    |        |
| 18                    | Sep Vanmarcke  | Israel Start-Up Nation             | 2      |

| Jongerenklassement |                     |                     |           |
| Plaats             | Naam                | Ploeg               | Tijd      |
| Witte trui         | Egan Bernal         | INEOS Grenadiers    | 25u19'16" |
| 2                  | Aleksandr Vlasov    | Astana-Premier Tech | +25"      |
| 3                  | Gino Mäder          | Bahrain-Victorious  | +2'11"    |
| 4                  | Juan Pedro Lopez    | Trek-Segafredo      | +2'22"    |
| 5                  | Clément Champoussin | AG2R Citroën Team   | +4'54"    |
|                    |                     |                     |           |
| 9                  | Steff Cras          | Lotto Soudal        | +13'42"   |
| 40                 | Thymen Arensman     | Team DSM            | +51'05"   |

| Ploegenklassement |                    |           |
| Plaats            | Ploeg              | Tijd      |
|                   | Movistar           | 75u54'12" |
| 2                 | INEOS Grenadiers   | +2'10"    |
| 3                 | Bahrain-Victorious | +4'19"    |
| 4                 | UAE Team Emirates  | +4'26"    |
| 5                 | Team Jumbo-Visma   | +7'41"    |

## Opgaves
- Hugh Carthy (EF Education-Nippo): Opgave tijdens de etappe
- Reinardt Janse van Rensburg (Team Qhubeka NextHash): Buiten tijd
- Emmanuel Morin (Cofidis): Opgave tijdens de etappe
- Óscar Rodríguez (Astana-Premier Tech): Opgave na knieklachten
- Mads Würtz Schmidt (Israel Start-Up Nation): Opgave tijdens de etappe
- Alejandro Valverde (Movistar Team): Opgave tijdens de etappe vanwege een gebroken rechtersleutelbeen

1e etappe ·
2e etappe ·
3e etappe ·
4e etappe ·
5e etappe ·
6e etappe ·
7e etappe ·
8e etappe ·
9e etappe ·
10e etappe ·
11e etappe ·
12e etappe ·
13e etappe ·
14e etappe ·
15e etappe ·
16e etappe ·
17e etappe ·
18e etappe ·
19e etappe ·
20e etappe ·
21e etappe
Startlijst · Eindstanden · Afbeeldingen